# Грицики (Хмельницький район)
Гри́цики — село в Україні, у Красилівській міській громаді Хмельницького району Хмельницької області. Населення становить 327 осіб.

## Історія
У 1906 році село Кульчинецької волості Старокостянтинівського повіту Волинської губернії. Відстань від повітового міста 27 верст, від волості 5. Дворів 68, мешканців 539.
Колишній орган місцевого самоврядування — Печеська сільська рада.